# Message Queuing
In der Informatik sind Message Queues und Mailboxen Kommunikationsprotokolle, die für die Interprozesskommunikation (IPC) oder für die Inter-Thread-Kommunikation innerhalb desselben Prozesses verwendet werden. Sie verwenden eine Warteschlange für die Nachricht (Messaging) und beinhalten Managementfunktionen zur Weitergabe der Kontrolle oder des Inhalts. Gruppenkommunikationssysteme bieten ähnliche Funktionen.
Das Message Queue Paradigma ist das Publisher/Subscriber Musters und ist typischerweise ein Teil eines größeren nachrichtenorientierten Middleware-Systems. Die meisten Messaging-Systeme unterstützen in ihrer API sowohl das Publisher/Subscriber- als auch das Message Queue Modell, z. B. Java Message Service (JMS).

## Beispiele Protokolle
- Advanced Message Queuing Protocol (AMQP)
- Java Message Service (JMS)
- Message Queuing Telemetry Transport (MQTT)
- Microsoft Message Queuing (MSMQ)

## Beispiele Software
- Amazon Simple Queue Service
- Apache ActiveMQ
- Apache Qpid
- Celery
- Gearman
- IBM Integration Bus
- IBM MQ
- NATS Messaging (NATS)
- RabbitMQ
- Redis
- SnakeMQ
- HornetQ
- ZeroMQ

## Beispiele Cloud-Services
Message queuing service
- Amazon Simple Queue Service
- Microsoft Azure Service Bus
- Oracle Messaging Cloud Service
- AnypointMQ
- IBM MQ
- IronMQ
- StormMQ